# Aenictopecheidae
Die Aenictopecheidae sind eine Familie der Wanzen (Heteroptera) innerhalb der Teilordnung Enicocephalomorpha. Es handelt sich um unauffällige, selten zu beobachtende Wanzen. Bei manchen Arten sind plesiomorphe Merkmale ausgebildet, die weder in der Teilordnung Enicocephalomorpha, noch bei den übrigen Wanzen auftreten. Die Familie ist ursprünglich und weniger weit entwickelt als die Schwesterfamilie Enicocephalidae. Es sind ca. 20 Arten in 10 Gattungen beschrieben, wobei zahlreiche weitere Arten auf ihre Beschreibung warten.

## Merkmale
Die Tiere werden 3 bis 10 Millimeter lang. Wie auch die nahen Verwandten der Enicocephalidae sind die meisten Arten wenig lebhaft gefärbt. Der hintere Lobus des Pronotums ist häufig verkürzt und schwach ausgeprägt. Er ist nicht durch einen gebuchteten Rand begrenzt. Die Flügelader Rs der Vorderflügel teilt sich bei der Unterfamilie Maoristolinae. Die Unterbrechung der Costalader ist kurz. Die Pygophore, die posterolaterale Erweiterung des neunten Hinterleibssegments der Männchen ist nie in Tergum, Laterotergite und Sternum unterteilt. Der Phallus entspricht dem typischen Bauplan der Wanzen, ist ausstülpbar oder nicht und hat bewegliche Paramere. Der Ovipositor ist in der Regel voll entwickelt. Die Nymphen besitzen normal entwickelte Flügelanlagen, die mittig nicht aneinander stoßen.

## Vorkommen
Die Familie ist weltweit verbreitet, besitzt den Schwerpunkt ihrer Verbreitung jedoch in der südlichen Hemisphäre. Die Gattung Boreostolus ist boreal-amphipazifisch (sowohl an der asiatischen, als auch an der amerikanischen Küste des Pazifiks) verbreitet.

## Lebensweise
Über die Lebensweise der Aenictopecheidae ist nur wenig bekannt. Vertreter der Gattung Gamostolus wurden beim Schwärmen beobachtet und unter Steinen und in Wäldern in der Bodenstreu gefunden. Arten der Gattung Australostolus können in Halbwüsten durch künstliche Lichtquellen angelockt werden. Die Arten der Gattung Boreostolus leben unter großen Steinen auf Substrat aus Schotter und Sand an Flussläufen, ähnlich wie auch die Vertreter der Gattung Cryptostemma der Familie Dipsocoridae. Die Vertreter der Unterfamilie Maoristolinae leben in der Bodenstreu, unter Rinde und in Moosen. Soweit bekannt, leben die der Unterfamilie Nymphocorinae im Boden, in der Bodenstreu und an Grasbüscheln und können durch Berlesetrichter und Bodenfallen gefangen werden.

## Taxonomie und Systematik
Nach derzeitiger Auffassung wird die Familie durch ihre Plesiomorphien definiert. Dennoch besitzt keine der Unterfamilien Apomorphien mit der Familie Enicocephalidae. Folgende Subtaxa werden derzeit anerkannt:
- Unterfamilie Nymphocorinae
  -     - Gattung Nymphocoris (Neuseeland, Tasmanien)
- Unterfamilie Murphyanellinae
  -     - Gattung Murphyanella (Singapur)
    - Gattung Timahocoris (Singapur)
- Unterfamilie Maoristolinae
  -     - Gattung Maoristolus (Neuseeland)
- Unterfamilie Aenictopecheinae
  - Tribus Gamostolini
    - Gattung Boreostolus (Paläarktis, Neue Welt)
    - Gattung Gamostolus (Neotropis)
    - Gattung Australostolus (Australien)
    - Gattung Tornocrusus (Neue Welt)

  - Tribus Aenictopecheini
    - Gattung Aenictopechys (Orientalis)
    - Gattung Lomagostus (Madagascar)

## Belege